# Cyanure
Pour les articles homonymes, voir Cyanure (homonymie) et CN.
En chimie, le terme cyanure, du grec κυανός / kyanos (« bleu »), peut désigner :
- l'ion cyanure C≡N−, anion constitué d'un atome de carbone lié par une liaison triple à un atome d'azote et portant une charge élémentaire négative ; base conjuguée du cyanure d'hydrogène H−C≡N, dont la solution aqueuse porte le nom d'acide cyanhydrique ;
- les sels de cet ion, tels que les cyanures de potassium (KCN), de sodium (NaCN) ou d'argent (AgCN) ;
- les molécules organiques comportant le groupe cyano −C≡N, formellement appelés nitriles.

Dans le langage courant, le terme cyanure désigne généralement une des formes impliquées dans les intoxications au cyanure : cyanure d'hydrogène gazeux, cyanure de potassium ou cyanure de sodium.

## Source et utilisation

### Dans la nature

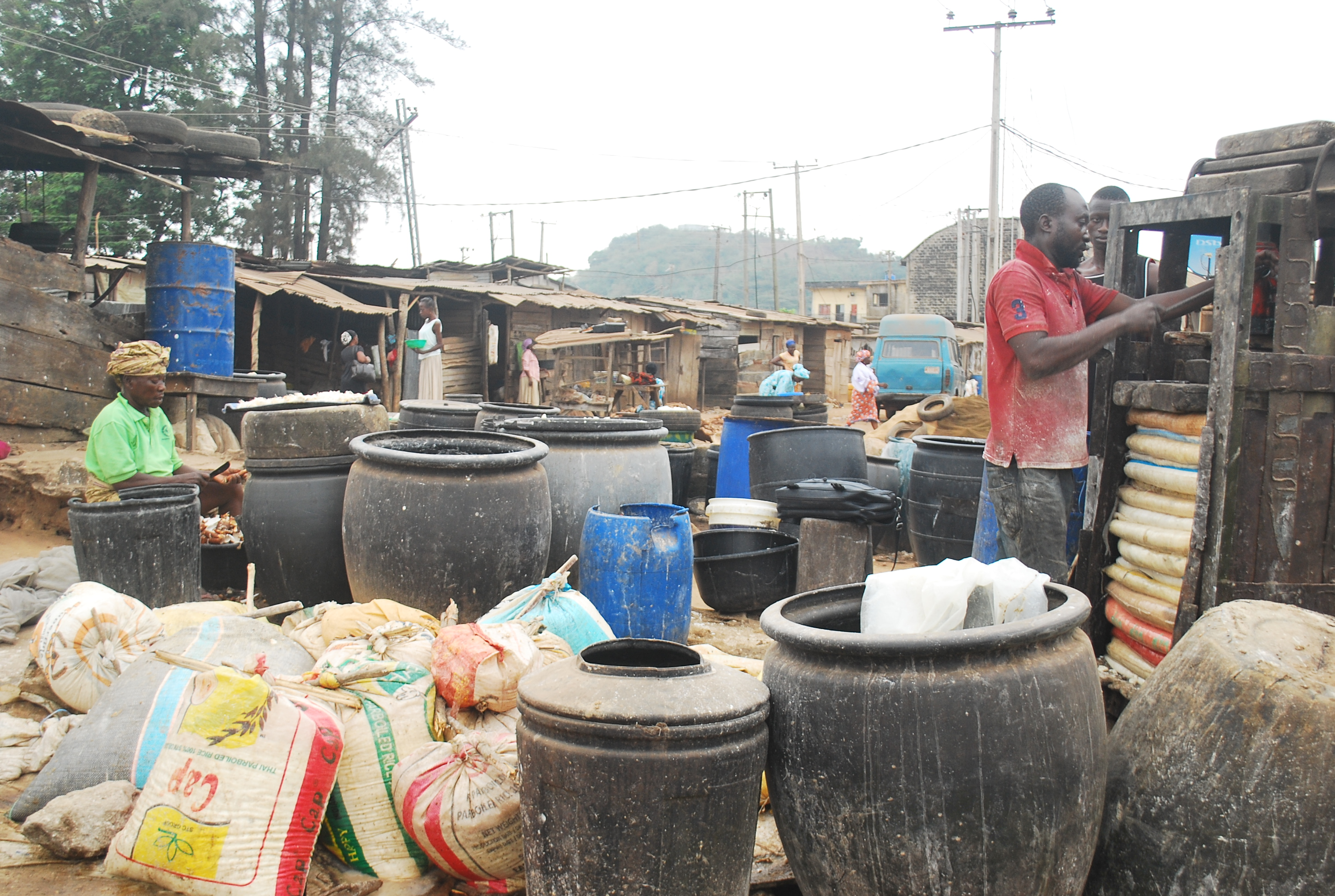
Traitement du manioc au Nigeria pour en éliminer les traces de cyanure.

L'ion cyanure est un biocide qui affecte toutes les espèces aérobies, l'intoxication au cyanure se traduisant par le blocage du fonctionnement de l'enzyme cytochrome c oxydase essentielle à la respiration cellulaire. Chez les nombreuses bactéries, moisissures, algues, plantes et animaux qui utilisent le cyanure comme mécanisme de défense contre leurs prédateurs, il n'est donc quasiment pas présent sous forme libre, mais sous forme de précurseurs qui produiront du cyanure (ou sa forme acide, l'acide cyanhydrique) dans les conditions d'une attaque.
Dans les plantes, ces précurseurs sont des glycosides cyanogènes. Les racines du manioc ou encore les graines de lin contiennent des glucosides cyanogènes, et on les rend comestibles par des procédés de cuisine (en général par ébullition prolongée).
Les noyaux de drupes, notamment de fruits courants comme ceux du genre prunus (cerises, abricots, amandes, pêches…), ou encore les pépins de pomme, contiennent souvent des cyanures ou des glycosides cyanogènes qui deviennent toxiques lorsqu'ils se transforment en acide cyanhydrique dans le corps. La dose létale de cyanure se situe entre 0,5 et 3 mg par kilogramme de masse corporelle. Il y a dans 50 amandes amères suffisamment d'amygdaline, le principal glycoside cyanonège de ce fruit, pour causer la mort d'un être humain. L'odeur de l'acide cyanhydrique est décrite comme celle de l'amande amère en raison de l'association notoire de ce fruit avec le composé.
Les lépidoptères de la famille des Zygaenidae émettent un liquide cyanuré lorsqu'ils sont attaqués.
Beaucoup d'enzymes hydrogénases contiennent des ligands cyanurés sur leurs sites actifs.

### Production industrielle
À partir d'ammoniac et de méthane, d'autres hydrocarbures ou de monoxyde de carbone, voir cyanure d'hydrogène.
On a aussi produit du cyanure de sodium par réaction entre l'amidure de sodium et le carbone.
Les nitriles sont souvent produites par oxydation d'hydrocarbures avec de l'ammoniac (ex. : acrylonitrile) ou par déshydratations d'amides.

### Chimie

#### Chimie de coordination
Le cyanure est un ligand très nucléophile qui forme des complexes avec de nombreux métaux de transition. La grande affinité des métaux pour le cyanure peut être attribuée à sa charge négative et sa capacité à entrer dans une liaison pi.

##### Structure des cyanures complexes
- Les octocyanures [M(CN)8]4−(M= Mo, W) qui ont une forme dodécaédrique.
- Les hexacyanures [M(CN)6]3− (M = Ti, V, Cr, Mn, Fe, Co), qui ont une forme octaédrique.
- Les tétracyanures [M(CN)4]2− (M = Ni, Pd, Pt), qui ont une forme carrée plan.
- Les dicyanures [M(CN)2]− (M = Cu, Ag, Au), qui ont une forme linéaire.

##### Ferrocyanures et ferricyanures
Les ferrocyanures (ou hexacyanoferrates II) Fe(CN)64− sont pratiquement inoffensifs. Les ferrocyanures de sodium, de potassium et de calcium, sont des additifs alimentaires (anti-agglomérants) respectivement référencés E 535, E 536 et E 538. Le ferrocyanure de potassium est également autorisé en œnologie pour le collage des vins blancs ou rosés présentant un excès de fer ou de cuivre.
Les ferricyanures (ou hexacyanoferrates III) Fe(CN)63− présentent également une faible toxicité, ils sont utilisés en photographie, comme un agent affaiblissant pour les tirages argentiques noir et blanc et comme principe actif pour le cyanotype et la cyanographie.
Le bleu de Prusse, un pigment bleu foncé utilisé comme teinture, est un complexe cyanuré du fer. C'est lui qui est actif dans l'émulsion cyanotype et la cyanographie. Le bleu de Prusse peut produire du cyanure d'hydrogène par action des acides.

#### Propriétés redox
L'ion cyanure est un réducteur et est oxydé par les oxydants forts tels que le chlore moléculaire (Cl2), l'hypochlorite (ClO−) et le peroxyde d'hydrogène (H2O2). Ces oxydants sont utilisés pour détruire les cyanures dans les effluents des mines d'or,,. Les ions cuivriques (Cu2+) catalysent l'oxydation des cyanures par formation d'un complexe intermédiaire. Les anions cyanures (CN−) sont d'abord oxydés en cyanates ([OCN]−) qui peuvent ensuite être décomposés en ammoniac (NH3) et ultimement en azote gazeux (N2).

#### Cyanures organiques
Les molécules organiques comportant le groupe cyano –C≡N sont appelés nitriles.

En synthèse organique, les nitriles sont des intermédiaires de synthèse pour des réactions d'homologation, c'est-à-dire d'augmentation d'une unité de la longueur de la chaîne carbonée.

### Métallurgie
La cyanuration est utilisée dans l'extraction minière et dans l'industrie pour extraire l'or et l'argent.
Le cyanure est utilisé également pour réaliser l'électrodéposition (par électrolyse) de certains métaux (argent, or, cadmium, cuivre, mercure…).

## Sécurité

### Toxicité
Les sels de cyanure sont extrêmement toxiques, de même que le cyanure d'hydrogène et sa solution, l'acide cyanhydrique.

Les ferricyanures et ferrocyanures ne sont pas toxiques, car les ligands sont fortement liés à l'ion central, mais ils peuvent se décomposer sous l'effet des acides ou de la chaleur et libérer alors du cyanure d'hydrogène.
L'ion cyanure se fixe sur les atomes de fer contenus dans l'hémoglobine et la cytochrome oxydase (ion Fe2+/Fe 3+). Cette dernière est responsable du transport et de l'utilisation du dioxygène dans la chaîne respiratoire mitochondriale. Il est à signaler que, si la fixation de cyanure sur l'hémoglobine déplace la courbe de saturation de l'hémoglobine vers la gauche et diminue de ce fait l'extraction de dioxygène par les tissus, ce mécanisme est modeste dans la mort par intoxication au cyanure.
Il est particulièrement redoutable sous forme de cyanure d'hydrogène, composé volatil et très toxique. Ce gaz se forme notamment lorsque les cyanures sont acidifiés (en solution ou par les sucs gastriques après ingestion). Il est utilisable pour ses propriétés anoxiantes comme arme chimique.
L'intoxication au cyanure peut se produire simplement lors de l'ingestion de certaines plantes (cassave, manioc…) et de noyaux de certains fruits. Ces derniers contiennent une molécule de cyanogène, l'amygdaline, décomposée dans l'intestin en glucose, aldéhyde et cyanure, sous l'effet des bêta-glucosidases. L'amande amère possédant elle-même une bêta-glucosidase activée à l'air, elle libère des effluves de cyanure d'hydrogène et de benzaldéhyde, c'est ce dernier qui dégage l'odeur d'amande amère couramment attribuée au cyanure lui-même.
L'amygdaline et le laétrile sont présentés à tort comme anticancéreux naturels, sans avoir jamais fait la preuve de leur efficacité in vivo, et présentent un risque élevé d'intoxication au cyanure.
La combustion de certains polymères (polyuréthanes, vinyles, laine) dégage du cyanure d'hydrogène et peut provoquer des intoxications, notamment dans des cas de « feux de lits » (personnes fumant au lit, s'endormant, la cigarette provoquant une combustion lente des couvertures) où les victimes meurent d'intoxication avant d'être brûlées. L'utilisation des sels de cyanure en métallurgie a également accru le risque d'intoxication.
Les cyanures, essentiellement les cyanures de potassium et de sodium, sont utilisés comme pesticides pour ces propriétés toxiques, et peuvent être détournés pour des usages illégaux tels que la pêche au cyanure. Le Zyklon B, utilisé par les Nazis durant la Seconde Guerre mondiale comme poison dans les chambres à gaz, contient de l'acide cyanhydrique.

### Réactivité
Les ions cyanures déjà liés aux ions ferreux (ferrocyanures) ou ferriques (ferricyanures) ne vont normalement pas se lier au fer de l'hémoglobine et des cytochromes. De même ceux liés au cobalt par exemple dans la vitamine B12.
Les ions cyanures peuvent être oxydés par l'oxygène en cyanates beaucoup moins toxiques et qui peuvent ensuite s'hydrolyser en dioxyde de carbone et ammoniaque. Le soufre oxyde les cyanures en thiocyanates moins toxiques.
Le groupe cyanure se lie à un groupe alkyle ou aryle. Dans le cas des nitriles comme l'acétonitrile ou le polyacrylonitrile, le groupe cyanure est assez lié pour ne plus attaquer le fer car il n'y a pas de groupes qui fourniraient des électrons pour compenser le départ du cyanure.
Cependant dans les cyanohydrines l'oxygène de la fonction alcool perd facilement son proton acide et la paire d'électrons ainsi libérée peut devenir la liaison pi du groupe carbonyle (CO). L'anion cyanure part alors avec la paire d'électrons qui le liait au carbone du carbonyle.

### Antidotes
Les antidotes suivants existent :
- nitrite d'amyle associé au nitrite de sodium et au thiosulfate de sodium ;
- l'hydroxocobalamine, qui capte le cyanure pour conduire à la vitamine B12, atoxique et excrétée par les urines ;
- sels de cobalt ;
- l'EDTA dicobaltique.

Il est nécessaire de réagir vite et, en cas d'arrêt respiratoire, de faire respirer de l'oxygène et en aucun cas de pratiquer le bouche à bouche car il y a un risque d'intoxication à l'expiration.
L'action des antidotes du cyanure est basée sur les mécanismes suivants :
- le nitrite d'amyle et le nitrite de sodium induisent la formation de méthémoglobine qui fixe les ions cyanure contrairement à l'hémoglobine native. Ceci permet de soustraire une partie du cyanure de sa cible. Ce mécanisme d'action rend l'usage de cet antidote hasardeux quand il existe une intoxication au monoxyde de carbone associée, qui diminue déjà la part d'hémoglobine active. Or cette intoxication associée est fréquente (co-intoxication par les fumées d'incendie) ;
- le thiosulfate permet le métabolisme du cyanure en thyocyanate non toxique. Il s'agit d'une action plus lente, cet antidote n'est donc pas utilisé seul en contexte d'urgence ;
- l'hydroxocobalamine et les sels de cobalt capturent l'ion cyanure pour permettre son élimination urinaire.

### Nomenclature
Cyanure de sodium :
- numéro CAS : 143-33-9 ;
- fiche toxicologique INRS : FT111.

Cyanure de potassium :
- numéro CAS : 151-50-8 ;
- fiche toxicologique INRS : FT111.

### Histoire
Le Zyklon B utilisé pendant la solution finale est un insecticide à base d'acide cyanhydrique.
La tentative d'empoisonner Raspoutine au cyanure échoua, mais on ignore s'il avait eu recours à la mithridatisation ou si le cyanure avait réagi à la cuisson avec le sucre du gâteau où il avait été placé.
À l'issue de la Seconde Guerre mondiale plusieurs nazis se sont suicidés en ingérant une capsule de cyanure, notamment Richard Glücks (1889-1945), Heinrich Himmler (1900-1945), Eva Braun (1912-1945), Hermann Göring (1893-1946) ; Magda Goebbels (1901-1945) et Joseph Goebbels ont empoisonné au cyanure leurs six enfants et se sont ensuite suicidés, mais en se tirant une balle dans la tête.
914 adeptes de la secte le Temple du Peuple sont morts par absorption de cyanure lors d'un suicide collectif en 1978.
Le 30 janvier 2000 a eu lieu l'un des pires désastres écologiques européens : le déversement de cyanures de Baia Mare, en Roumanie.
Le 12 août 2015, à Tianjin, dans l’Est de la Chine, deux puissantes explosions détruisent un entrepôt contenant 700 tonnes de cyanure de sodium,.
Le 29 novembre 2017, alors que Slobodan Praljak, ex-officier croate accusé de crimes de guerre, était jugé au Tribunal pénal international pour l'ex-Yougoslavie (TPIY), il a soudainement sorti une petite fiole de sa poche après que le verdict a été rendu et en a avalé le contenu. Il a été pris en charge rapidement par les secours mais n'a pas survécu. Il est décédé quelques heures plus tard. L'autopsie pratiquée sur son corps a permis d'établir que le liquide ingéré par le général Praljak contenait du cyanure.

### Affaires criminelles
- Affaire du Tylenol empoisonné : le 30 septembre 1982, la première victime d'une série macabre meurt à Chicago après avoir absorbé une capsule d'acétaminophène (commercialisé sous le nom de Extra Strength Tylenol). Au total, sept personnes furent victimes de cet empoisonnement aux États-Unis[14],[15]. Ces capsules contenaient du cyanure en quantité suffisamment importante pour être létale pour un adulte.
- Affaire de la Josacine empoisonnée : en 1994, une fillette française est décédée à la suite de l'ingestion de Josacine empoisonnée au cyanure.

## Dans la littérature

### Dans le roman policier
- Dans le roman Le Grand Sommeil de Raymond Chandler, l'un des personnages est empoisonné par du cyanure mélangé à du whisky.
- Dans la série Henderson's Boys de Robert Muchamore, il est utilisé sous forme de pilules dans les cas d'extrême urgence.

### Agatha Christie
- Du cyanure de potassium en poudre dissous dans du champagne est utilisé pour commettre deux meurtres dans Meurtre au champagne.
- Les premier et cinquième meurtres de Dix Petits Nègres sont commis avec du cyanure (dans du champagne pour l'un, dans une seringue pour l'autre).
- Le deuxième meurtre de La Mort dans les nuages est exécuté avec du cyanure, pour être ensuite déguisé en suicide.
- Dans La Plume empoisonnée Mrs Symmington met fin à ses jours en avalant du cyanure destiné au jardinage.
- Dans L'Iris jaune la victime est tuée par du cyanure de potassium mélangé au champagne.